# Кайо (футболист)
Кайо Рибейро Декоссау (порт. Caio Ribeiro Decoussau; 16 августа 1975, Сан-Паулу, Бразилия), более известный как Кайо (порт. Caio) — бразильский футболист, выступающий на позиции нападающего. Экс-игрок молодёжной и основной сборных Бразилии. Ныне — известный бразильский футбольный комментатор.

## Карьера
Кайо родился в Сан-Паулу и начал свою карьеру в одноимённой команде «Сан-Паулу» в 1994 году, предварительно играя за молодёжную команду. В 1995 году Тоси отправился в Италию и перешёл в крупный клуб «Интернационале». Но закрепиться в миланском клубе Кайо не удалось. Проведя три матча в чемпионате, Рибейро перешёл в «Наполи». Форвард сыграл за клуб двадцать матчей, но не забил ни одного гола и вернулся на родину. В этот раз он стал играть за «Сантос», и в 1997 году провёл двадцать пять матчей и забил шесть голов, а в следующем году перешёл в «Фламенго». Спустя пару лет он вернулся в «Сантос», но этот этап в его карьере был менее успешен, нежели первый.